# Plesionika antigai
Plesionika antigai is een garnalensoort uit de familie van de Pandalidae. De wetenschappelijke naam van de soort is voor het eerst geldig gepubliceerd in 1955 door Zariquiey Alvarez.